# Anthoscopus caroli
Anthoscopus caroli е вид птица от семейство Remizidae.

## Разпространение
Видът е разпространен в Ангола, Ботсвана, Бурунди, Демократична република Конго, Република Конго, Габон, Кения, Малави, Мозамбик, Намибия, Руанда, Южна Африка, Свазиленд, Танзания, Уганда, Замбия и Зимбабве.